# FC Ukraine United
FC Ukraine United – kanadyjski klub piłkarski z siedzibą w mieście Toronto.

## Historia
Klub Piłkarski FC Ukraine United został założony w 2008 w miejscowości Toronto przez byłych zawodowych piłkarzy Andreja Malychenkova i Vladimira Kovala. Klub powstał w celu reprezentowania społeczności ukraińskiej w Toronto. Klub grał na poziomie amatorskim przez dziewięć lat i zdobył kilka mistrzostw. W 2016 roku klub stał się profesjonalny dołączając do Canadian Soccer League. Ukraine United podpisało kontrakt z wieloma zawodowymi piłkarzami z Ukrainy na swój debiutancki sezon. W drugim sezonie wygrali mistrzostwa drugiej ligi.
Klub zdobył tytuł pierwszej ligi w 2018 roku i zaczął rywalizować z FC Vorkuta. FC Ukraine United grał w finale CSL Championship w 2019 roku, ale przegrała ze Scarborough SC.

## Sukcesy
- Canadian Soccer League:
  - Pierwsza dywizja (1): 2018
  - Druga dywizja (1): 2017
  - półfinalista (1): 2019

## Piłkarze

### Aktualny skład
Stan na: 11 sierpnia 2019
| Nr | Poz. | Piłkarz            |
| -- | ---- | ------------------ |
| 1  | BR   | Ołeksandr Poprawka |
| 2  | OB   | Iwan Kuczerenko    |
| 3  | OB   | Bohdan Skoćkyj     |
| 4  | OB   | Mychajło Hurka     |
| 6  | PO   | Amir Hosich        |
| 10 | PO   | Ihor Kozowyk       |
| 11 | PO   | Andrij Sawczenko   |
| 13 | NA   | Nazar Miliszczuk   |
| 16 | PO   | Taras Gromjak      |
| 18 | BR   | Ihor Witow         |
| 19 | OB   | Wasyl Czorny       |
| 23 | PO   | Wołodymyr Romaniw  |

| Nr | Poz. | Piłkarz                 |
| -- | ---- | ----------------------- |
| 33 | PO   | Jurij Sokołowski        |
| 44 | BR   | Andrij Bandriwskyj      |
| 88 | NA   | Pawło Lukjaneć          |
| -  | NA   | Molham Babouli          |
| -  | NA   | Światosław Dziadykewycz |
| -  | NA   | Jewhen Falkowśkyj       |
| -  | PO   | Maksym Kowal            |
| -  | PO   | Taras Krywyj            |
| -  | OB   | Andrij Suchećkyj        |
| -  | PO   | Dawid Velastegui        |

## Struktura klubu

### Stadion
Klub rozgrywa swoje mecze domowe na stadionie Centennial Park Stadium w Toronto, który może pomieścić 2200  widzów.